# Жиганя вас
Жиганя вас (словен. Žiganja vas) — поселення в общині Тржич, Горенський регіон, Словенія. Висота над рівнем моря: 484,5 м.